# Vác VLSE
El Vác Várósi Labdarúgó Sportegyesület (en español: Asociación Deportiva de Fútbol de la Ciudad de Vác), es un equipo de fútbol de Hungría que milita en la Megyei Bajnokság I, la cuarta liga de fútbol más importante del país.

## Historia
Fue fundado en el año 1899 en la ciudad de Vác con el nombre Váci Városi SE y desde entonces ha tenido varios nombre a lo largo de su existencia, los cuales han sido:
- 1899-48: Váci SE
- 1948-55: Váci Dolgozók TK
- 1955-55: Váci Petőfi
- 1955-57: Váci Bástya
- 1957-57: Váci SE
- 1957-61: Váci Petőfi
- 1961-65: Váci Vasas
- 1965-70: Váci SE
- 1970-80: Váci Híradás
- 1980-92: Váci Izzó MTE
- 1992-97: Vác FC-Samsung
- 1997-98: Vác FC
- 1998-01: Vác FC-Zollner
- 2001-03: Váci VLSE
- 2003-07: Dunakanyar-Vác FC
- 2007-09: Vác-Újbuda LTC
- 2009-13: Dunakanyar-Vác FC
- 2013-2019: Vác FC
- 2019: Vác VLSE[1]

El nombre Dunakanyar se debe la Río Danubio que cambia de dirección al llegar a la ciudad de Vác y el equipo participa en otras disciplinas como ciclismo, esgrima, gimnasia y tenis. Antes del año 1926 solo equipos de Budapest participaban en la NB I. En agosto de 1948, el equipo se fusionó con el Váci AC (fundado en 1920) y el Váci Reménység (fundado en 1922) para crear al Váci Dolgozók TK y en el año 2007 se fusionó con el Újbuda-Lágymányosi TC para llamarse Vác-Újbuda LTC. Ha sido campeón de liga en 1 ocasión, 3 veces finalista del torneo de Copa y 2 veces campeón regional.
A nivel internacional ha participado en 5 torneos continentales, donde su mejor participación ha sido en la Copa UEFA del 1992/93, en la que avanzó hasta la Segunda ronda.

## Palmarés
- NB I: 1

1993/94
- Copa de Hungría: 0
  - Finalista: 3

1990/91, 1991/92, 1994/95
- NB II: 2

1986/87, 2005/06
- KB: 2

1913, 1924

## Participación en competiciones de la UEFA
- Liga de Campeones de la UEFA: 1 aparición

1995 - Primera ronda
- Copa UEFA: 3 apariciones

1992 - Primera ronda
1993 - Segunda ronda
1994 - Primera ronda
- Recopa de Europa de Fútbol 1 aparición

1996 - Primera ronda

### Resultados
| Temporada | Torneo                | Ronda         | Club              | Casa | Visita | Global   |
| --------- | --------------------- | ------------- | ----------------- | ---- | ------ | -------- |
| 1991/92   | Copa UEFA             | Primera ronda | FC Dynamo Moscow  | 1-0  | 1-4    | 2-4      |
| 1992/93   | Copa UEFA             | Primera ronda | FC Groningen      | 1-0  | 1-1    | 2-1      |
| 1992/93   | Copa UEFA             | Segunda ronda | SL Benfica        | 0-1  | 1-5    | 1-6      |
| 1993/94   | Copa UEFA             | Primera ronda | Apollon Limassol  | 2-0  | 0-4    | 2-4(aet) |
| 1994/95   | UEFA Champions League | Primera ronda | PSG               | 1-2  | 0-3    | 1-5      |
| 1995/96   | UEFA Cup Winners' Cup | Primera ronda | FK Sileks Kratovo | 1-1  | 1-3    | 2-4      |

## Entrenadores
- Tibor Palicskó (1987–1988)
- Pál Várhidi (1966–1967)
- János Csank (1989–1995)
- János Csank (1998–1999)
- István Sándor (2003–2004)
- Károly Gergely (2005–2006)
- Tibor Nagy (2006)
- Károly Gergely (2006–2007)[5]
- Nicola Fitta (2007)
- György Szabados (2009–2011)
- Gábor Híres (2011–2012)
- János Mózner (2012)
- Balázs Bartyik (2013)
- János Csank (2013–2015)
- Tibor Sisa (2015)[6][7]
- Tibor Nagy (interino- 2015)[8]
- Atilla Szalai (2022)[9][3]
- Péter Kovács (2022–presente)[3]